# Local Natives
I Local Natives (conosciuti precedentemente come Cavil at Rest) sono un gruppo musicale indie rock statunitense originario di Silver Lake e attivo dal 2005.

## Storia del gruppo
La band si forma nella contea di Orange (California), dove Kelcey Ayer, Ryan Hahn e Taylor Rice studiavano. Dopo aver conosciuto Andy Hamm e Matt Frazier, nel dicembre 2008 il gruppo si sposta a Silver Lake (Los Angeles) ed inizia a suonare i primi lavori. L'album discografico d'esordio, Gorilla Manor, viene registrato nella zona ovest della città, presso lo studio Red Rockets, con Raymond Richard. Il disco viene pubblicato nel novembre 2009 in Regno Unito e nel febbraio 2010 negli Stati Uniti.
Dall'estate 2009 il gruppo intraprende un tour che lo porta a suonare anche al SXSW. Nel 2010 la canzone Wide Eyes ottiene successo in Australia grazie ad una campagna elettorale. Nel 2011 la band suona per alcune date in Europa e successivamente anche in Australia. 
Nel marzo 2011 il bassista Hamm lascia la band a causa di divergenze irrisolte. Verrà sostituito da Nick Ewing.
Nel gennaio 2013 viene pubblicato il secondo album studio, ossia Hummingbird, prodotto da Aaron Dessner (membro dei The National). L'album è preceduto dal singolo Breakers ed ha raggiunto la posizione #12 della Billboard 200.

## Formazione
Attuale
- Taylor Rice - chitarra, voce, basso
- Kelcey Ayer - voce, tastiere, percussioni, chitarra
- Ryan Hahn - chitarra, tastiere, mandolino, voce
- Matt Frazier - batteria
- Nik Ewing - basso (dal 2012)

Ex membri
- Andy Hamm - basso (2006-2011)

## Discografia
- 2009 - Gorilla Manor
- 2013 - Hummingbird
- 2016 - Sunlit Youth
- 2019 - Violet Street
- 2023 - Time Will Wait For No One